# Reinhard Görner
Reinhard Görner (* 1950 in Leipzig) ist ein deutscher Architekturfotograf. Er lebt und arbeitet in Berlin.

## Leben
Reinhard Görner, Vetter des Rezitators Lutz Görner, wuchs im Allgäu auf. Bereits in der Schule belegte er einen Fotokurs und spielte mit dem Gedanken, Kunstfotograf zu werden. Nach dem Abitur begann er in München Theaterwissenschaften, Philosophie, Sinologie, Amerikanistik und Germanistik zu studieren. Dort gehörte er zum Umfeld der Underground-Gruppe Siloah. 1970 zog er mit seinem Cousin zum weiteren Studium nach West-Berlin. Angeregt durch die New-Age-Bewegung begann er dort im Winter 1971, Carlos Castanedas drittes Buch Reise nach Ixtlan ins Deutsche zu übersetzen. Anschließend ließ er das Werk bei Oktoberdruck im Raubdruck als Buch herstellen, Monate bevor der Fischer Verlag, der die Rechte innehatte, damit herauskam. Insgesamt entstanden rund 10.000 Raubdrucke, die an Mensen und in Berliner Buchhandlungen verkauft wurden. Von dem Erlös kaufte sich Görner eine Fotoausrüstung.
1976 machte sich Görner auf den Weg, um Don Juan Matus, die Hauptfigur Castanedas, am Rande der Sonora-Wüste in einem Dorf der Yaqui aufzuspüren. Nachdem er vergeblich nach ihm gesucht hatte, reiste er weiter nach New York City zum LSD-Forscher Richard Alpert, der zusammen mit Timothy Leary die „psychedelische Revolution“ ausgerufen hatte, und erhielt dessen Erlaubnis zur Übersetzung des Buchs Be here now! ins Deutsche. Auch dieses Buch und ein weiteres von Castaneda platzierte er erfolgreich in Berliner Buchhandlungen, bis sich das Gerücht verbreitete, dass auf die Raubdrucker Spitzel angesetzt worden seien, woraufhin Görner seine illegale Tätigkeit einstellte und es vorzog, sich, seine Frau und sein Kind als Taxifahrer und Zeitungsausträger zu ernähren.
In dieser Situation wandte er sich verstärkt der Fotografie zu und begann, sich vor allem mit Architektur- und Porträtfotografie zu beschäftigen. Mit einer geliehenen Großformatkamera fotografierte er die Erich-Göpfert-Stadthalle in Unna. Als erste Auftragsarbeit machte er 1982 zur geplanten Internationalen Bauausstellung Berlin 1984/1987 Aufnahmen der Oranienstraße. Es gelangen viele weitere Bilder, durch die er sich im Laufe der folgenden zwanzig Jahre als international gefragter Architekturfotograf profilierten konnte, auch durch Luftaufnahmen, die er aus dem Hubschrauber von Veränderungen Berlins nach dem Fall der Mauer machte. Besondere Aufmerksamkeit fanden Bilder der Innenarchitektur von Berliner Museen (Gemäldegalerie Berlin, Bode-Museum, Alte Nationalgalerie, Neues Museum) und von Bibliotheken in Europa und den Vereinigten Staaten, die er auch über internationale Agenturen und Galerien als Fotografien im Großformat vertreibt. Veröffentlichungen seiner Fotos erschienen in vielen namhaften in- und ausländischen Architekturzeitschriften und in vielen Büchern über Architektur.
Seit 2005 ist er als künstlerischer Fotograf tätig. Zu den Architekten, die ihre Arbeiten durch Görner fotografieren ließen, gehören Günter Behnisch, Peter Eisenman, Hans Kollhoff, Jürgen Sawade, Hans Dieter Schaal und Otto Steidle.